# Live at Wacken Open Air 2006
Albums de Scorpions
One Night in Vienna
(2006) Amazonia: Live in the Jungle
(2009)
Live at Wacken Open Air 2006 est un DVD live du groupe de hard rock Scorpions enregistré en 2006 au festival Wacken Open Air, où le groupe avait la tête d'affiche devant plus de 60 000 personnes, et sorti début 2008.

Ce live signe le retour d'ex-membres emblématiques des Scorpions, en tant qu'invités. Ceux-ci sont : Michael Schenker, guitariste en 1972 et 1979, Ulrich Roth guitariste de 1974 à 1978 et Herman Rarebell, batteur de 1977 à 1995. Ce concert spécial a été nommé A Night to remember - A journey through time ("Une nuit à ne pas oublier - Un voyage dans le temps") car il marque la première réunion du groupe avec des anciens membres, et à cette occasion des chansons des premiers albums, peu jouées en concert, ont été intégrées dans la set-list au côté des classiques afin de retracer les 35 ans de carrière des Scorpions. Pour des raisons de place sur le DVD, quatre des morceaux suivants ont été omis.

## Liste des pistes
1. Coming Home
2. Bad Boys Running Wild
3. The Zoo
4. Loving You Sunday Morning
5. Make It Real
6. Pictured Life
7. Speedy's Coming
8. Dark Lady (*)
9. We'll Burn the Sky
10. Love 'em or Leave 'em
11. Don't Believe Her
12. Tease Me Please Me
13. Coast to Coast
14. Holiday
15. Lovedrive
16. Another Piece of Meat
17. Kottak Attack
18. Blackout
19. No One Like You
20. Six String Sting
21. Big City Nights
22. Can't Get Enough
23. Still Loving You
24. In Trance
25. He's A Woman - She's A Man (*)
26. In Search of the Peace of Mind (*)
27. Bolero
28. Dynamite (*)
29. Ready to Sting (Appearance of the Scorpion)
30. Rock You Like a Hurricane

(*) Ces morceaux ne figurent pas sur le DVD

## Formation

### Scorpions
- Klaus Meine (chant)
- Rudolf Schenker (guitare, chœurs)
- Matthias Jabs (guitare, chœurs)
- James Kottak (batterie, chœurs)
- Pawel Maciwoda (guitare basse, chœurs)

### Invités
- Uli Jon Roth (guitare) sur les pistes 6,7,8,9 et 24, 25, 26, 27
- Michael Schenker (guitare) sur les piste 13,14,15,16 et 24, 25, 26, 27
- Herman Rarebell (batterie) sur les pistes 18 et 19
- Tyson Schenker (fils de Michael Schenker) (guitare) sur les pistes 26 et 27